# 加夫尼 (南卡罗来纳州)
加夫尼（英文：Gaffney），是美国南卡罗来纳州下属的一座城市。城市类型是“City”。其面积大约为8.35平方英里（21.63平方公里）。根据2010年美国人口普查，该市有人口12,414人，人口密度约为每平方 英里1,486.71人（约合每平方公里574.04人）。